# Bucky (mangá)
Bucky, no original Jibaku-kun (ジバクくん), é uma série de mangá criada por Ami Shibata, publicada entre de 1997 e 1999. Recebeu uma adaptação para anime de 26 episódios pelo estúdio Softx Trans Arts, exibida originalmente na TV Tokyo entre outubro de 1999 e março de 2000.
No Brasil, a série foi inicialmente exibida pela Rede Bandeirantes, no bloco Band Kids, logo após o término da mesma no Japão. Mais tarde foi reprisada pela Rede 21. Também teve uma exibição recente na TV Diário, em 2015. A série se tornou um sucesso no Brasil, apesar da pouca popularidade que a série teve em outros países, inclusive em seu país de origem.

## Enredo
Em algum lugar em uma dimensão desconhecida, há uma misteriosa terra chamada doze mundos. Lá, humanos, monstros e Espíritos coexistem em harmonia. Todas as vidas são protegidas pela princesa da "Torre Pontiaguda", localizada no "Mundo Zero". Repentinamente, a harmonia dos doze mundos desfaz-se. A Princesa da "Torre Pontiaguda" é confinada num sono eterno. Depois de perderem a proteção da Princesa, os monstros são retirados da cadeia da vida e ficam incontroláveis. Eles começam a atacar os seres humanos.
Os guardiões chamados "Great Children", ou "Grandes Crianças" (G.C.) defrontam-se com incidentes envolvendo os monstros. Os "G.C." são os únicos capazes de restabelecer a harmonia e o equilíbrio dos doze mundos. Spaak é o melhor do grupo de G.C.s e objeto de admiração de todas as crianças. Ele descobre que a Princesa foi confinada e o Mundo Zero foi invadido. No caminho para a Torre Pontiaguda ele encontra um incrível menino, Bucky. Sua maior ambição é ser o governador do mundo. Spaak sente algo especial em Bucky, e o escolhe como sucessor. Bucky parte em sua jornada para ser o melhor G.C. do mundo, e em seguida, dominá-lo. Durante sua jornada, Bucky descobre que monstros são controlados por um poder desconhecido, o Veneno do Despertar, vindo de outra dimensão. Entre uma aventura e outra, ele conhece Kai e Pinky, e juntos eles viajam para a Torre Pontiaguda.
A história utiliza dois elementos principais: os doze mundos  e um grupo de crianças chamadas "Great Children" ("Grandes Crianças"). É uma história de comunicação entre seres humanos, monstros e espíritos, descrevendo sonhos e amizades de crianças que querem ser G.C. O Mundo 0 não se localiza na Terra. Ele é composto da Torre Pontiaguda e as 12 Terras que circulam a Torre em sentido horário. Acima é o céu, abaixo é o oceano. É um mundo além da nossa imaginação. As crianças podem ser heróis lá, assim como seus corações são cheios de sonhos; a maioria dos adultos, entretanto, não têm este poder por já terem passado de tal idade.

## Os 12 Mundos
Os 12 Mundos, em sentido horário, ficam ao redor da Torre Pontiaguda (Mundo Zero). Os 12 mundos são o centro de toda a história do anime Bucky. Estão localizados no mundo paralelo. Cada um dos mundos conta com uma Grande Criança e um espírito, que juntos mantém a órdem do local.
- Primas (Mundo 1)

Um lugar normal, sem grandes detalhes a serem conhecidos. É aqui que vive o herói, Bucky, que conhece Spaak e deste recebe o título oficial de G.C. Bucky precisa, então, viajar os 12 Mundos em sentido horário e assim chegar à Torre Pontiaguda para tornar-se um G.C. oficialmente.
Atual G.C: Bucky
- Secandas (Mundo 2)

Por aqui as casas e prédios são feitos de doces. As pessoas deste lugar dominam poderes psíquicos, e Secandas assim produz magos, feiticeiros e telepatas, excelentes combatentes. A atual G.C. é Pinky, que foi treinada por sua avó, a ex-G.C. Silva, que foi atingida pela maldição da Torre Pontiaguda.
Atual G.C: Pinky
- Trios (Mundo 3)

Trios é mais ou menos como o Tibete, um mundo montanhoso e repleto de humildes vilarejos, mas sem neve. Aqui se preza muito pelas artes marciais e sua figura maior é o Mestre Funen, sábio e poderoso apesar de sua aparência.
Atual G.C: Kai
- Tetras (Mundo 4)

Mundo ao estilo da Europa medieval, aqui há grandes áreas comerciais, bem como vigaristas e aproveitadores de tolos. O G.C. local mora no grande castelo no coração de Tetras.
Atual G.C: Dartagnan
- Pentas (Mundo 5)

Mundo ao estilo do Oriente Médio: vastos desertos, ouro e jóias, lâmpadas maravilhosas com gênios dentro, sapatos de bico virado para cima e outros elementos típicos das histórias das Mil e Uma Noites[carece de fontes?]. Devido à maldição colocada pelo Monstro Tartaruga (monstro encrenqueiro que "governa" a cidade) as pessoas de Pentas roubam e se deixam roubar como se fosse algo natural, e sua G.C. tem duas personalidades: a "feminina" (original) de dia e uma "masculina" durante a noite.
Atual G.C: Ali baba
- Hexas (Mundo 6)

Um lugar ao estilo Tropical: praias, gente bonita, festas e barulho para todo lado. Mas infelizmente este mundo sofre de uma maldição imposta pela Torre Pontiaguda, onde Hexas e Novas (o 9º Mundo) se ligam à noite, e as pessoas que vivem normalmente de dia em Hexas são transferidos à noite para Novas, onde viram almas penadas que devem fugir dos monstros Umbrellanos, controlados pelo G.C. Dead.
Atual G.C: Live
- Seteras (Mundo 7)

Local ao estilo do Japão feudal, repleto de ninjas e samurais, gueixas e outras coisas do tipo. Local onde a desonra e traição são resolvidos pela espada. Assim um pouco como Trios este mundo também preza pelas artes marciais (em maior parte o ninjutsu) e reverencia o Mestre Funen.
Atual G.C: Ranmaru
- Octas (Mundo 8)

O oitavo mundo é o mais próximo do oceano, por isso vive em maior parte de atividades pesqueiras e outras ligadas ao mar. Aqui também predominam jogos de azar com suas trapaças e gente que se aproveita de viajantes irresponsáveis ou descuidados. A maior tradição de Octas é a grande corrida anual de navios, onde muito dinheiro e também muitas mutretas rolam em alta nas apostas.
Atual G.C: Lucy
- Novas (Mundo 9)

Novas pode ser considerada como sendo "uma versão mal-assombrada" de Hexas. Um mundo fantasmagórico, arrepiante, obscuro e desabitado, um lugar simplesmente horrível para se viver. As únicas criaturas vivas por aqui são o G.C. Dead (irmão do G.C. Live de Hexas) e seus Umbrellanos, além das pobres almas dos habitantes de Hexas, que se vêem forçadas a se esconder num tormento que não tem fim.
Atual G.C: Dead
- Dicas (Mundo 10)

Este mundo abriga a grande Floresta Tropical, que contém a Árvore Sagrada da Vida, que controla e mantém a harmonia e a vida dos 12 Mundos. Um local onde reina a natureza e é protegido sem descanso pelos benevolentes espíritos da floresta.
Atual G.C: Hayate
- Undicus (Mundo 11)

Este mundo lembra o contexto do filme Robocop: aqui se vive em um permanente regime ditatorial tecnológico imposto pela G.C. Joan, que a tudo controla com mão-de-ferro. Sua capital, Meiden, é uma espécie de cidade-fortaleza protegida por enormes barricadas, cercas elétricas e de arame farpado, guaritas de vigilância constante, enormes torres com lança-mísseis e armas diversas montadas e exércitos de robôs defensores. Mas aqui há também o grupamento dos Gatos Rebelados, liderado por Aschie, o ex-namorado de Joan, que visa derrubar essa ditadura absurda. Em uma parte isolada de Undicus existe também a Ilha Inflamável (na verdade, uma península), feita de lixo inflamável que dizem ter sido criada quando a Torre de Luz (a Torre Pontiaguda) chegou dos ceús.
Atual G.C: Joan
- Doidicus (Mundo 12)

Este é um mundo congelado e totalmente sem vida, onde apenas algumas torres mais altas saltam fora da camada de gelo. Doidicus é assim porque foi palco de uma grande batalha onde o Mal venceu o Bem: o perverso Slash enfrentou a G.C. local (no caso, o pai de Bucky) e o venceu e assim congelou todo o 12º Mundo. O único ser vivo deste lugar é o velho Rei Jibak, que pertenceu ao pai de Bucky e conta a este sua verdadeira história.
Atual G.C: Bucky Senior

### Light Town (Torre Pontiaguda) ou Zero (Mundo Zero)
A Torre Pontiaguda é o centro dos 12 mundos e também a sede das Grandes Crianças e por isso um tipo de governo dos 12 Mundos. Uma torre tão, tão alta que atinge os céus e assim é facilmente vista em qualquer um dos 12 Mundos. A primeira coisa que uma criança deve fazer ao se tornar uma Grande Criança é viajar para lá, viajando pelos 12 Mundos em sentido horário e assim conquistará sua especialidade. A Torre é chamada de "Mundo Zero" porque o tempo não passa por lá, por isso quem lá vive nunca envelhece e por isso vive eternamente. Os Grandes Soldados costumam ser convocados para viver eternamente por lá, mas muitos se recusam. O único que lá vive é o Grande Soldado Reo, já que somente ele aceitou ser um G.S.

## Relógio GC
Relógio que a Grande Criança recebe ao completar seu treinamento e viajar para a Torre Pontiaguda tem muitas utilidades: receber chamados de socorro de pessoas em perigo, analisar os monstros (sejam eles normais ou encrenqueiros), chamar o Monstro-Guia e até fornecer novas armas para seu dono (no caso de Bucky, tornou-se uma espada dourada).

## Trilha sonora
Abertura
- "Daremo Shiranai Chizu de" (lit. "Num mapa que ninguém conhece") por Yumi Matsuzawa[3]

Encerramento
A Série teve dois encerramentos, um exibido entre os episódios 1 e 14, e o outro exibido dos episódios 15 ao 26.
- "Last Tears (I Don't Cry Anymore, After You Left Me...) por Two-Mix (epísódio 1-14)
- "37°C ~ Binetsu Senki" por Two-Mix (episódio 15-26)

## Jogos
| Nintendo Game Boy Color - Nome: Jibaku-Kun: Zero no Ki no Kajitsu - Empresa: Media Factory - Genero: Ação - Ano de Lançamento: 2000 |

Este jogo foi cancelado antes da data de seu lançamento, em todas as regiões, pela produtora Media Factory.
Recentemente o jogo foi "encontrado", como parte do vazamento conhecido como Nintendo Gigaleak, e sua ROM pode ser encontrada na internet em sites de preservação.